# Toe Yuen
Toe Yuen (de son nom complet Toe Yuen Kin-to) est un réalisateur hongkongais, spécialiste de l'animation assistée par ordinateur.

## Carrière
Toe Yuen étudie à l’École de communication de l'Université baptiste de Hong Kong et obtient son diplôme en 1991. Au cours de ses études, il travaille à mi-temps chez un éditeur de bandes dessinées. Il commence ensuite à travailler en tant qu’animateur par ordinateur au sein de l’entreprise d’effets spéciaux Magic Touch fondée par Eric Tsang. 
Yuen se lance dans les courts-métrages en 1995 et en réalise deux, Explanation et Foulball. En 1997, il collabore avec Brian Tse et forme le studio Lunchtime Production qui lancera 13 épisodes de la série télévisée McMug. Le succès de la série lui permet d’envisager le passage au long métrage. Il réalise ainsi en 2001 le film McDull dans les nuages, premier long métrage d’animation entièrement produit à Hong Kong. Le film, qui est bien accueilli, reçoit le Cristal du long-métrage au Festival international du film d’animation d’Annecy en 2003 et est également primé au Festival international du film de Hong Kong.
Il réalise quelques années plus tard le film d’animation McDull, Prince de la Bun (2004), qui sera nommé aux Hong Kong Film Awards, puis un autre film d'animation en 2010, Cheung Gong 7 hou : Oi dei kau. Il réalise également avec neuf autres réalisateurs le film Sup fun chung ching sorti en 2008.

## Filmographie

### Séries
1997 : McMug

### Films
- 2001 : McDull dans les nuages
- 2004 : McDull, Prince de la Bun (Bo lo yau wing ji)
- 2008 : A Decade of Love (Sup fun chung ching) (co-réalisé avec neuf autres réalisateurs)
- 2010 : CJ7 Loves the Earth (Cheung Gong 7 hou : Oi dei kau)
- 2019 : Sherlock Holmes: Le plus grand des détectives (The Great Detective Sherlock Holmes: The Great Jail-Breaker) (co-réalisé avec Matthew Chow)